# Laila Freivalds
Laila Ligita Freivalds, łot. Laila Freivalde (ur. 22 czerwca 1942 w Rydze) – szwedzka polityk i prawniczka łotewskiego pochodzenia, w latach 1988–1991 i 1994–2000 minister sprawiedliwości, od 2003 do 2006 minister spraw zagranicznych.

## Życiorys
W 1944 jej rodzina, po ucieczce przed wkraczającymi na teren Łotwy wojskami radzieckimi, znalazła się w obozie dla uchodźców w Niemczech. W 1947 osiedliła się w Landskronie. W 1970 ukończyła studia prawnicze na Uniwersytecie w Uppsali. Pracowała w sądownictwie i w administracji parlamentarnej. W 1976 została zatrudniona w Konsumentverket, szwedzkiej agencji konsumenta. W 1983 objęła stanowisko dyrektora generalnego tej instytucji. Dołączyła do Szwedzkiej Socjaldemokratycznej Partii Robotniczej.
Od października 1988 do października 1991 sprawowała urząd ministra sprawiedliwości w rządzie Ingvara Carlssona. Później praktykowała jako prawniczka. Na funkcję ministra sprawiedliwości powróciła w październiku 1994 w nowym gabinecie Ingvara Carlssona, pozostała na stanowisku również w utworzonym w marcu 1996 rządzie Görana Perssona. Zakończyła urzędowanie we wrześniu 2000. Podała się do dymisji w atmosferze skandalu związanego z wykupem mieszkania. Zajmowała następnie dyrektorskie stanowisko w Svensk Scenkons, organizacji pracodawców branży kulturalnej.
Do rządu Görana Perssona powróciła w październiku 2003, gdy po zabójstwie Anny Lindh premier powierzył jej stanowisko ministra spraw zagranicznych. Naraziła się na krytykę za brak reakcji na wydarzenia związane z tsunami w Azji w grudniu 2004, czego symbolem stała się jej wizyta w teatrze wkrótce po katastrofie, w której zginęło wielu obywateli Szwecji. W marcu 2006 zrezygnowała z funkcji ministra w związku ze sprawą nacisków ze strony MSZ na dostawcę usług internetowych, mających doprowadzić do zamknięcia strony ugrupowania Sverigedemokraterna, na której zaprezentowano duńskie karykatury Mahometa. Polityk twierdziła, że nie wiedziała o tych działaniach urzędnika jej resortu, choć później ujawniono, że prowadziła z nim rozmowę na ten temat. Kierownictwo ministerstwa przejął tymczasowo wicepremier Bosse Ringholm. Po odejściu z rządu została prezesem Dansalliansen, organizacji branży artystycznej.
Odznaczona m.in. Orderem Trzech Gwiazd II klasy (1997). Zamężna, ma córkę Letti, która również zajęła się działalnością polityczną.